# Bureau pour la coopération du peuple avec le président
 (avril 2018).
Si vous disposez d'ouvrages ou d'articles de référence ou si vous connaissez des sites web de qualité traitant du thème abordé ici, merci de compléter l'article en donnant les références utiles à sa vérifiabilité et en les liant à la section « Notes et références ».
Le Bureau pour la coopération du peuple avec le président (persan : دفتر هماهنگی همکاری‌های مردم با رییس جمهور) était une entité politique iranienne proche du président Abolhassan Bani Sadr. Le "bureau" a été créé pour remplir tout ou partie des fonctions d'un parti politique.
Il avait des antennes dans tout le pays et a publié une liste électorale pour les élections législatives iraniennes de 1980, ayant des liens avec le Mouvement de la liberté, le Front national et l'Organisation des moudjahiddines du peuple iranien. Le groupe formait une minorité au parlement. Ahmad Salamatian et Ahmad Ghazanfarpour faisaient partie de ses membres notables.